# Selección femenina de baloncesto de Corea del Sur
La selección femenina de baloncesto de Corea del Sur es el equipo de baloncesto que representa a Corea del Sur en las competiciones de selecciones nacionales femeninas.
En los Juegos Olímpicos ha conseguido la medalla de plata en 1984 y el cuarto puesto en 2000. En el Campeonato Mundial resultó segunda en 1967 y 1979, cuarta en 1971, 1983 y 2002, quinta en 1975 y octava en 1964 y 2010.
La selección femenina de Corea del Sur es una de las dos potencias de Asia junto con China. Logró el oro en los Juegos Asiáticos de 1978, 1994 y 1994, y la plata en cinco ediciones. En el Campeonato Asiático logró 12 títulos y 11 segundos puestos.

## Resultados

### Olimpiadas
- 1984 -  2.º
- 1988 - 7.º
- 1996 - 10.º
- 2000 - 4.º
- 2004 - 12.º
- 2008 - 8.º
- 2020 - 10.º

### Mundiales
- 1959 - 8.º
- 1964 - 8.º
- 1967 -  2.º
- 1971 - 4.º
- 1975 - 5.º
- 1979 -  2.º
- 1983 - 4.º
- 1986 - 10.º
- 1990 - 11.º
- 1994 - 10.º
- 1998 - 13.º
- 2002 - 4.º
- 2006 - 13.º
- 2010 - 8.º
- 2014 - 13.º
- 2018 - 14.º
- 2022 - 10.º

## Plantilla medallistas en los Juegos Olímpicos de Los Ángeles 1984
Choi Aei-Young, Kim Eun-Sook, Lee Hyung-Sook, Choi Kyung-Hee, Lee Mi-Ja, Moon Kyung-Ja, Kim Hwa-Soon, Jeong Myung-Hee, Kim Young-Hee, Sung Jung-A, Park Chan-Sook.